# James Rizzi
Pour les articles homonymes, voir Rizzi.
James Rizzi (5 octobre 1950 à Brooklyn, New York - 26 décembre 2011 à Manhattan, New York) est un artiste peintre de pop art américain. Jusqu'à sa mort, il résida et travailla dans un atelier-loft à SoHo, au sud de Manhattan.

## Biographie
James Rizzi est né à Brooklyn, New York le 5 octobre 1950. Il étudie les beaux-arts à l'Université de Floride à Gainesville (Floride) où il se destine à l'étude de la peinture, des techniques de gravure et de sculpture, tout en développant des techniques de graphisme en 3D qu'il utilise fréquemment. À l'issue de ses études, en 1974, il présente pour la première fois ses travaux au public au Brooklyn Museum à New York.
Sa popularité augmentant, des galeries et des musées s'intéressent de plus en plus à son travail. James Rizzi diversifie alors ses activités, il participe à la création de visuels de pochettes de CD ou encore au design d'objets courants, comme des cartes téléphoniques.
James Rizzi est couronné de nombreuses distinctions, faisant de lui un artiste peintre du pop art populaire.
James Rizzi s'engage par ailleurs à plusieurs reprises auprès d'associations de bienfaisance.

## Style
James Rizzi est surtout renommé pour ses œuvres en 3D, en particulier pour ses créations larges et élaborées représentant des paysages urbains. Ses travaux ont souvent pour objet sa ville natale, New York, et ses habitants. Ses créations sont pour la plupart de style naïf, dans des tons très colorés.
|  |  |  |

## Chronologie
| Année   | Projets, événements, réalisations |
| ------- | --- |
| 1974    | James Rizzi est diplômé de l'Université de Floride et tient sa première exposition en extérieur au Washington Square Park. |
| 1975    | Murale sur un mur extérieur de 45 mètres (détruit en 1985). |
| 1976    | Participation à l'exposition "Thirty Years of American Printmarking, including the 20th National Print Exhibition" au Brooklyn Museum. |
| 1980    | James Rizzi dessine le visuel du premier album de Tom Tom Club. |
| 1981/83 | James Rizzi créée deux clips vidéos d'animation pour Tom Tom Club. |
| 1987    | La télévision japonaise lui consacre un film biographique. |
| 1988    | Publication du premier livre à son sujet : James Rizzi - 3D Constructions. |
| 1988-90 | Rizzi entreprend différents projets au Japon. |
| 1992    | Publication du second livre à son sujet : Glenn O'Brien, Rizzi. |
| 1993    | Rizzi dessine le manteau du boxeur allemand Henry Maske. |
| 1996    | Rizzi publie le livre The New York Paintings. Rizzi est l'artiste officiel des jeux olympiques d'été de 1996. Il dessine la coque extérieure d'un Boeing 757 de la Lufthansa - avion nommé le Rizzi Bird.                                    |
| 1997    | Désigné artiste officiel du Montreux Jazz Festival en Suisse. Une rétrospective lui est consacrée à Brooklyn. |
| 1998    | Désigné artiste de l'année, par la United States Sports Academy. Artiste officiel de la FIFA World Cup, France. |
| 1999    | Rizzi habille la Volkswagen New Beetle pour Volkswagen. Il dessine la couverture de quinze volumes pour la Brockhaus Enzyklopädie. |
| 2000    | Participation à la CowParade, à New York. Rizzi travaille pour l'UNICEF et pour les chemins de fer japonais. |
| 2001    | Ouverture de la Happy RIZZI House, un immeuble de bureaux situé à Brunswick (Basse-Saxe) en Allemagne. |
| 2002    | Il dessine la une d'un journal allemand, ainsi qu'on ours en peluche pour la firme Steiff. Il habille trois wagons pour la ville de Heilbronn. Participation officielle au World Economic Forum à New York.                                  |
| 2003    | Rizzi dessine le poster officiel de la SWR3. |
| 2004    | Il dessine un modèle de camion de pompier new-yorkais pour la firme Schuco. |
| 2005    | Il organise une action de bienfaisance avec le Lions Club afin de venir en aide aux victimes du tremblement de terre survenu au Pakistan. |
| 2006    | Rizzi reçoit un Steiger Award à Dortmund, Allemagne, avec Mohamed ElBaradei, Claude Nobs, José Carreras, Jean-Claude Juncker. Un livre intitulé James Rizzi. Artwork 1993-2006 et écrit par Glenn O'Brien et Mark Weinberg lui est consacré. |
| 2007    | Rizzi organise un projet caritatif pour les enfants. Il reçoit le Outstanding Alumni Award de l'Université de Floride. Rizzi dessine le visuel de la pochette de l'album Soundz of Freedom de Bob Sinclar.                                   |
| 2008    | Rizzi est le premier artiste vivant à être mandaté par le gouvernement allemand afin de créer des timbres officiels pour la Deutsche Post.                                                                                                   |
| 2008    | La plus grande exposition mondiale de James Rizzi dans la Rheingoldhalle, Mayence |

## Publications
- (en) James Rizzi, New York. Prestel 1996,  (ISBN 3-7913-1644-3)
- (en) James Rizzi, Peter Bührer: Mein New York Kochbuch. Hahn 1997,  (ISBN 3-87287-432-2)
- (en) James Rizzi, Peter Bührer: American Cookies and more. Südwest 2000,  (ISBN 3-517-06323-1)
- (en) James Rizzi, Glenn O`Brien: James Rizzi. Artwork 1993-2006, Art28 2006,  (ISBN 3-9811238-0-8)